# علاقات الإمارات الخارجية
علاقات الإمارات الخارجية إتسمت السياسة الخارجية لدولة الإمارات العربية المتحدة، التي وضع نهجها مؤسس الدولة الشيخ زايد بن سلطان آل نهيان، بالحكمة والاعتدال، وارتكزت على قواعد إستراتيجية ثابتة تتمثل في الحرص على التزامها بميثاق الأمم المتحدة واحترامها للمواثيق والقوانين الدولية.

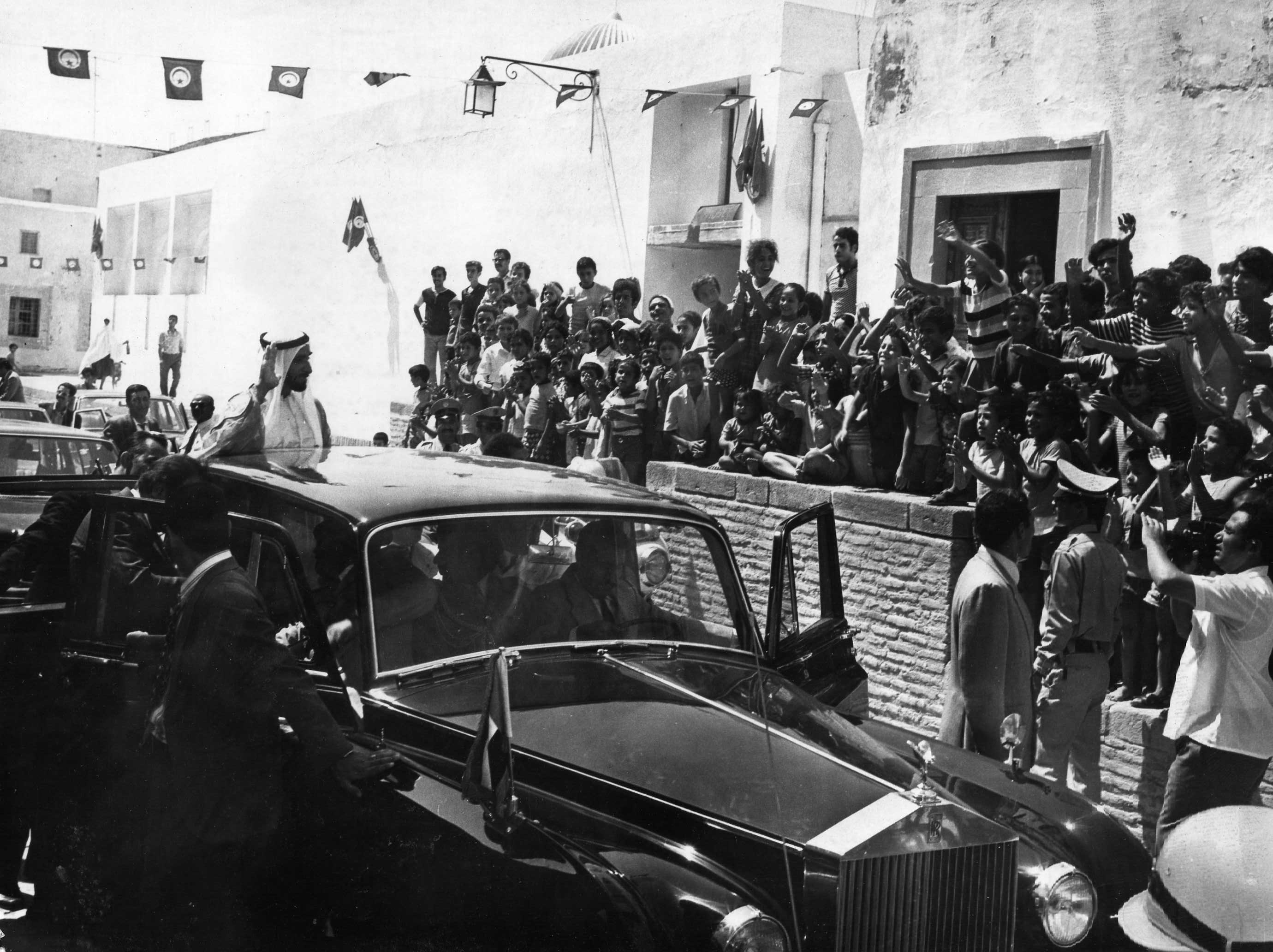
تونسيون يحيون رئيس دولة الإمارات الشيخ زايد أثناء زيارته لتونس

## جزر الإمارات
انطلاقاً من نهج سياستها الخارجية الثابت والقائم على الألتزام بمبادئ التعايش السلمي وحسن الجوار والأحترام المتبادل، وتكريس علاقات التعاون، وعدم التدخل في الشؤون الداخلية للدول الأخرى، واللجوء للوسائل السلمية لتسوية النزاعات الدولية، وحرصا منها على إزالة كافة مصادر التوتر في المنطقة، وتعزيز تدابير بناء الثقة والاحتكام للشرعية الدولية، تواصل دولة الإمارات مساعيها السلمية لإستعادة سيادتها على جزرها الثلاث طنب الكبرى وطنب الصغرى وجزيرة أبو موسى، التي احتلتها إيران عشية قيام دولة الإمارات في الثاني من ديسمبر 1971.

## الشرق الأوسط

### الكويت
شهدت العلاقات الثنائية بين دولة الإمارات العربية المتحدة والكويت محطات بارزة بالتميز أسهمت بصورة مباشرة في ترسيخ هذه العلاقات والمضي بها قدما سواء على المستوى الثنائي أو من خلال مسيرة مجلس التعاون بما ينعكس على تحقيق مصالح البلدين الشقيقين، وقد أرسى دعائم هذه العلاقة التي جمعت دولة الإمارات والكويت أمير الدولة الراحل زايد بن سلطان آل نهيان وصاحب السمو الراحل الشيخ جابر الأحمد الجابر الصباح في إطار العلاقة الأخوية التي ترسخت عبر عقود من الزمن وتوطدت منذ اللقاء الذي جمع الشيخ زايد بن سلطان آل نهيان بالراحل صاحب السمو الشيخ صباح السالم الصباح في عام 1973.

### السعودية
لدى السعودية سفارة في أبوظبي وقنصلية في دبي ولدى الإمارات سفارة في الرياض وقنصلية في جدة. السعودية والإمارات جارتين وعلاقاتهم تاريخية وودية للغاية.

### إيران
تعتبر العلاقات الإيرانية الإماراتية قي غاية التدهور في العقود الأخيرة، وكانت هناك توترات على ثلاث جزر في الخليج العربي هي: أبو موسى، و‌طنب الكبرى، و‌طنب الصغرى. وأكدت كل من الإمارات وإيران أنهما تحاولان إيجاد حل لهاذه القضية وفقًا لقواعد القانون الدولي، كما هو الشأن بالنسبة للبرنامج النووي الإيراني. وتطالب كل من الإمارات وإيران بتبني مبدأ عدم التدخل في الشؤون الداخلية لبعضهما البعض. وقد ذكرت الإمارات رسميًا أنها تفضل عدم التدخل في البرنامج النووي الإيراني طالما أن إيران تواصل طمأنة المجتمع الدولي بأن برنامجها النووي للأغراض السلمية. وتدعو كل من الإمارات وإيران إلى إزالة جميع أسلحة الدمار الشامل من الشرق الأوسط.
والصراعات المعلقة هي:
- الإمارات تعترض على سيادة إيران على جزيرتين في الخليج العربي بينما تعتبرهما إيران جزءًا لا يتجزأ منها: طنب الصغرى وطنب الكبرى. وقد كانت الجزر تسيطر عليها إيران منذ نوفمبر 1971، عقب رحيل القوات البريطانية من الخليج العربي، وقبل بضعة أيام من إعلان استقلال الإمارات في ديسمبر 1971.
- وقد شككت الإمارات في سيادة إيران على أبو موسى، وهي جزيرة في الخليج العربي تم الاتفاق عليها في مذكرة تفاهم لعام 1971 لإدارتها مع إيران للشؤون المدنية في الجزء الجنوبي من الجزيرة. وكانت الجزيرة تحت السيطرة الإيرانية حتى سيطرت بريطانيا عليها في 1908. وفي أواخر الستينات، نقلت بريطانيا إدارة الجزيرة إلى مشيخة الشارقة التي عينتها بريطانيا، وهي إحدى المشيخات السبعة التي ستشكل في وقت لاحق الإمارات. في 30 نوفمبر 1971 (قبل يومين من التأسيس الرسمي لدولة الإمارات)، وقعت إيران والشارقة مذكرة تفاهم لإدارة جزء من الجزيرة على أساس خريطة مرفقة بالمذكرة تسمح لإيران بنشر قوات عسكرية ولمشيخة الشارقة بالحفاظ على عدد محدود من أفراد الشرطة في الجزيرة. ومع ذلك، اتخذت إيران خطوات لممارسة السيطرة من جانب واحد منذ 1992، بما في ذلك القيود المفروضة على الوصول والتعزيز العسكري في الجزيرة، فضلًا عن طرد العمال الأجانب الذين يديرون المدرسة التي ترعاها الإمارات، والعيادة الطبية، ومحطه توليد الطاقة.
- انتقدت إيران دولة الإمارات لسماحها لفرنسا بتطوير قاعدتها الدائمة الأولى في الخليج العربي،[3] وتعتبر بشكل عام أن تصريح الإمارات بوضع القوات العسكرية للقوى الغربية في المنطقة يشكل تهديدًا لأمنها الوطني.
- تم النظر إلى تغيير اسم دوري الإمارات لكرة القدم على أنه احياء لنزاع تسمية الخليج العربي.[4]

في 28 نوفمبر 2013، زار وزير خارجية الإمارات إيران.
أعلنت الإمارات العربية المتحدة، في 4 يناير، 2016 تخفيض مستوى التمثيل الدبلوماسي مع إيران إلى مستوى قائم بالأعمال، و«تخفيض عدد الدبلوماسيين الإيرانيين في الدولة».
وقالت وزارة الخارجية، في بيان نشرته وكالة الأنباء الإماراتية إنه «تم إستدعاء سعادة سيف الزعابي سفير الدولة في طهران تطبيقا لهذا القرار».
وأضافت الوزارة أن «هذه الخطوة الاستثنائية تم اتخاذها في ضوء التدخل الإيراني المستمر في الشأن الداخلي الخليجي والعربي، الذي وصل إلى مستويات غير مسبوقة في الآونة الأخيرة».
وأكدت الخارجية الإماراتية أن «المبادئ الحاكمة للعلاقات الإيجابية والطبيعية بين الدول أساسها الاحترام المتبادل للسيادة وعدم التدخل في الشؤون الداخلية».

### قطر
في عام 1995، بعد أن أطاح حمد بن خليفة آل ثاني بوالده ليصبح أمير قطر، منحت الإمارات اللجوء للمخلوع خليفة بن حمد آل ثاني في أحد الأحياء في أبوظبي. اتهمت قطر الإمارات، إلى جانب السعودية و‌البحرين بالتآمر ضد الأمير الجديد، الذي نفت له الدول المتهمة جميع التهم. وأجريت عدة مئات من الاعتقالات فيما يتعلق بالحادث خلال العامين القادمين، وفي فبراير 1996، تمت تعبئة الحرس الأميري القطري.
وكانت الإمارات، إلى جانب السعودية والبحرين، قد سحبت سفيرها من قطر في مارس 2014 بسبب فشل قطر المزعوم في التقيد باتفاق على عدم التدخل في سياسات هذه الدول. وكان السبب الرئيسي لهذا النزاع هو دعم الإمارات للنظام السياسي في مصر بقيادة عبد الفتاح السيسي والنخبة العسكرية المصرية، الأمر الذي يتناقض مع دعم قطر لجماعة الإخوان المسلمين. تعتبر الإمارات أن قضية الإخوان المسلمين مرتبطة بأمنها الداخلي خاصة بعد أن أصدرت محكمة أمن الدولة في أبوظبي عقوبات صارمة على المشتبه في انتمائهم لخلية الإخوان المسلمين لمحاولتها الإطاحة بالدولة.
في 5 يونيو 2017، قطعت دولة الإمارات علاقاتها مع قطر متهمة إياها بدعم الإرهاب.

### البحرين
يشترك كلا البلدين في التاريخا المشترك وكان كل منهما ضمن المحميات البريطانية منذ القرن 19. بعد إعلان بريطانيا الانسحاب من شرق السويس فإن الإمارات السبع التي تشكل حاليا دولة الإمارات العربية المتحدة وقطر والبحرين دخلوا في مفاوضات لتشكيل اتحاد سياسي مستقل. ومع ذلك أدت الخلافات الإدارية إلى انسحاب البحرين من المفاوضات وإعلان الاستقلال في أغسطس 1971 ثم تم تأسيس دولة الإمارات العربية المتحدة في وقت لاحق من ذلك العام. انضم كلا البلدين إلى منظمة مجلس التعاون الخليجي في عام 1981 وكان لديهما علاقات دبلوماسية وتجارية وثيقة منذ ذلك الحين.

### عمان
تعتبر العلاقات الثنائية بين دولة الإمارات العربية المتحدة وشقيقتها سلطنة عمان وعلى امتداد أكثر من أربعة عقود نموذجا يحتذى لما ينبغى أن تكون عليه العلاقات بين الأشقاء سواء على الصعيد الثنائي أو في إطار مجلس التعاون لدول الخليج العربي، فخلال السنوات الماضية قدمت القيادة الحكيمة في البلدين الشقيقين الإرادة القوية والدعم المتواصل لدفع العلاقات العميقة والراسخة بينهما إلى افاق رحبة تضعها في مرتبة العلاقات الخاصة والمتميزة على مختلف المستويات الأمر الذي عكس مستوى من التميز والرقي قلما تتصف به العلاقات بين الدول.

### العراق
تاريخ العلاقات بين البلدين كان تقريبا الأفضل مقارنة مع دول الخليج الأخرى، حيث كان العراق من أول الدول التي دعمت استقلال الإمارات العربية المتحدة في سنة 1971 في أيام حكم أحمد حسن البكر كما قامت الإمارات بدعم العراق اقتصاديا أثناء الحرب العراقية الإيرانية مع دول الخليج الأخرى وقام العراق بالدفاع عن الجزر الثلاثة التي إحتلتها إيران وهي جزيرة أبو موسى وجزيرة طنب الكبرى وطنب الصغرى، لكن العلاقة استائت بعد نهاية الحرب العراقية الإيرانية، حيث أصبحت دول الخليج مع العراق غارقة بالديون فطالبت العراق بدفع ديونها وهذا كان أحد أسباب غزو العراق للكويت في سنة 1990، وردا لذلك دعمت الإمارات إرسال القوات العربية لتحرير الكويت من الاحتلال العراقي في المؤتمر الذي أقيم في مصر، وإنقطعت العلاقات بين البلدين إلى أن سقط نظام صدام حسين.
لكن العلاقات استائت مرة أخرى بعد إتهام رئيس الوزراء العراقي نوري المالكي للسعودية بدعم الإرهابيين في العراق، حيث قامت الإمارات بإستدعاء السفير العراقي لديها مساندتا للسعودية، تتلخص العلاقة أيضا بوجود حوالي 40 ألف عراقي مقيمين في الإمارات.

### سوريا
في عام 2011، خلال أحداث الربيع العربي تضررت العلاقات الإمارات وسوريا، تراجعت العلاقات السورية الإماراتية في عهد الرئيس بشار الأسد وذلك بسبب التوجه السوري ودعم سوريا لجماعات في لبنان وانتقاد الإمارات لسياسة سوريا التي ساعدت على تفاقم الوضع في لبنان والاتجاه المغاير والبعيد عن المنطق تجاه بعض القضايا العربية الهامة، وكذلك من جهة انتقاد الإمارات لسورية بسبب دعم (حزب الله)

### الأردن
المملكة الأردنية الهاشمية من ضمن الدول ذات التوجهات والرؤى المنسجمة مع دولة الإمارات العربية المتحدة، وهي داعم أساسي لكافة حقوق وقضايا دولة الإمارات العربية المتحدة. كما تشيد الأردن بأجواء الأمن والاستقرار والازدهار الاقتصادي التي تتمتع به الدولة· مشيرا إلى الحياة الكريمة التي يحظى بها أبناء الجالية الأردنية في دولة الإمارات العربية المتحدة حيث تعيش جالية أردنية كبيرة في الإمارات تعمل في شتى المجالات وتتمتع بالاحترام والسمعة الحسنة· مؤكدا ان الإمارات كانت دوما مع العرب داعمة لهم ولاقتصاديات بلدانهم وهو الأمر الذي يبعث على التقدير وعميق الامتنان والتأكيد الدائم لشراكة الإمارات المباشرة وغير المباشرة في نهضة العالم العربي· وأشار الدكتور معروف البخيت في رده على سؤال حول خطط الحكومة الأردنية على الصعيد الاقتصادي خلال الفترة المقبلة إلى توجيهات العاهل الأردني الملك عبد الله الثاني لحكومته والحكومات السابقة بالتعامل مع هذا الوضع والسعي لتخفيف الآثار السلبية عن حياة الناس·

### إسرائيل
تعترف دولة الإمارات العربية المتحدة باسرائيل كدولة، والعلاقات الدبلوماسية والاقتصادية العامة بين البلدين قائمة. وفي السنوات الأخيرة، اشتركت البلدان في تعاون غير رسمي واسع النطاق بسبب معارضتها المشتركة للبرنامج النووي الإيراني وللتأثير الإقليمي. فتحت إسرائيل في عام 2015 بعثة دبلوماسية رسمية في أبو ظبي للوكالة الدولية للطاقة المتجددة.
في 13 أغسطس 2020، وعبر اتفاق بين ولي عهد أبوظبي الشيخ محمد بن زايد آل نهيان ورئيس الوزراء الإسرائيلي بنيامين نتنياهو بمباركة من الرئيس الأمريكي دونالد ترمب إلى بدء تطبيع العلاقات بين البلدين. وجاء في بيان مُشترك أصدرته الإمارات العربية المتحدة وإسرائيل والولايات المتحدة أن الدول الثلاث «وافقت على التطبيع الكامل للعلاقات بين إسرائيل والإمارات العربية المتحدة». أُقيم حفل التوقيع بشكل رسمي في 15 سبتمبر 2020.
في 14 فبراير (شُباط) 2021 عُين محمد آل خاجة سفيرًا للإمارات العربية المتحدة في إسرائيل.

## مصر

### اليمن
بدأت العلاقات الدبلوماسية بين الإمارات واليمن عام 1971، زار زايد بن سلطان آل نهيان اليمن أربع زيارات رسمية كانت الأولى في 21 نوفمبر 1972 والرابعة في 21 ديسمبر 1986 عندها أفتتح سد مأرب والذي أعيد بناؤه على نفقة الإمارات.
تتولى الإمارات إلى جانب جمهورية ألمانيا الاتحادية رئاسة فريق العمل الخاص بالاقتصاد والحكم الرشيد في مجموعة أصدقاء اليمن الدولي التي جرى تشكيلها خلال مؤتمر لندن 2010 لدعم التنمية في اليمن. وفتحت هيئة الهلال الأحمر الإماراتي مكتب لها في العاصمة صنعاء عام 1996 .
اتفق البلدين على تشكيل اللجنة الوزارية الإماراتية – اليمنية المشتركة عام 1995 برئاسة وزيري الخارجية، حيث عقدت اللجنة دورة اجتماعها الأول بالعاصمة اليمنية صنعاء بتاريخ 12 فبراير 2001، وعقدت اللجنة اجتماعها الثاني في أبوظبي خلال الفترة 14 ديسمبر - 16 ديسمبر 2009 .

### تركيا
تعد تركيا مؤخرًا واحدة من أكبر الشركاء التجاريين للإمارات، حيث بلغت حجم التجارة الثنائية السنوية 9 مليارات دولار أمريكي – مما أدى إلى ارتفاع 800 في المائة في السنوات السبع الأخيرة؛ شهد العام 2008 كشف الأرقام التجارية الأجنبية أن تركيا كانت واحدة من أكبر عشرة موردين في الإمارات وخلال السنوات الخمس الماضية (2004–2008)، زادت صادرات الإمارات إلى تركيا بمقدار ستة أضعاف.
في محاولة لتعزيز الروابط السياحة، أطلقت الإمارات رحلات جديدة لطيران الاتحاد إلى إسطنبول في عام 2009، تخدم المدينة أربع مرات في الأسبوع. وأشار الرئيس التنفيذي لطيران الاتحاد إلى أن «أبوظبي وإسطنبول تشتركان في رابطة مشتركة لأنهما مدينتين فخورتين وتاريخيتين لهما خطط طموحة لمواصلة النمو المستدام والتفاهم والاحترام المتبادلين».
وقد تم تشجيع رجال الأعمال الإماراتيين على الاستثمار في تركيا في إطار جهود الخصخصة الجارية في تركيا. وفي عام 2010، تعهد الجانبان بتحسين العلاقات التجارية من خلال المشاريع المشتركة ودعوة المسؤولين للاجتماع في المستقبل لتحديد مجالات التعاون الممكنة.
هناك وجود تركي كبير في الإمارات، بما في ذلك شركات البناء التركية التي وضعت توقيعاتها على العديد من التطورات في المنطقة. بالإضافة إلى ذلك، هناك مجموعة صغيرة من الأتراك في الإمارات العربية المتحدة. ووفقًا للسفارة التركية، فإن عدد الشركات التركية التي تأسست في الإمارات يتجاوز الـ400، مع عمل 75 منها في أبوظبي وما حولها

### لبنان
اهتمت الإمارات بمساعدة لبنان من خلال مبادرته بنزع الألغام التي خلفها الاحتلال الإسرائيلي للجنوب وعلى نفقته الخاصة وكذلك اهتم بأن تقوم الإمارات بدور فاعل في عملية إعادة بناء لبنان بعد الحرب، فقدمت الدولة المساعدات المالية والهبات والقروض للمشاريع الحيوية والتنموية مما عزز العلاقات الثنائية بين البلدين.

### قبرص
في الخامس من شهر مارس 2014، أعلنت وزارة الخارجية الإماراتية أعفاء مواطني 13 دولة من الاتحاد الأوروبي، من بينهم جمهورية قبرص من الحصول على تأشيرة الدخول المسبقة للدولة.
وعلى الصعيد التجاري، ارتفعت الواردات غير النفطية من قبرص إلى الإمارات بنسبة 19٫4 في المائة من 56٫59 مليون درهم في عام 2003 إلى 67٫57 مليون درهم في عام 2011.
بينما إزدادت الصادرات غير النفطية من الإمارات إلى قبرص بنسبة تقارب من 3 بالمائة من 10٫46 مليون درهم إلى 10٫75 مليون درهم.
وسجلت المواد غير النفطية المعاد تصديرها نموا بنسبة 28٫4 في المائة من 76٫99 مليون درهم في عام 2003 إلى 98.89 مليون درهم.

### فلسطين
أن الإمارات تتبنى موقفا ثابتا في دعم القضية الفلسطينية والحقوق المشروعة للشعب الفلسطيني وتقدم مساهمة كبيرة على المستويات السياسية والاقتصادية لتمكين الفلسطينيين من الصمود على أرضهم حتى تتحقق دولتهم المستقلة وعاصمتها القدس الشريف.
كما قدمت الإمارات العديد من المشاريع لخدمة الشعب الفلسطيني:
مشاريع سكنية
- مدينة الشيخ خليفة بن زايد آل نهيان

احتفلت وكالة الأمم المتحدة لغوث وتشغيل اللاجئين الفلسطينيين (الأونروا) في السادس من ديسمبر بافتتاح مدينة الشيخ خليفة بن زايد آل نهيان في مدينة خانيونس وإتمام بناء أربعة مدارس في قطاع غزة. وتتكون المدينة من حوالي 600 وحدة سكنية معدة لإيواء العائلات اللاجئة التي تعيش في مآوي فقيرة وغير ملائمة وكذلك من أجل تحسين الظروف في المخيمات في قطاع غزة.
وقد تم تمويل المشروع من خلال دعم كريم من الهلال الأحمر في دولة الإمارات العربية المتحدة بقيمة 19.7 مليون دولار أمريكي، حيث سيتمكن ما مجموعه 4,000 لاجئ فلسطيني من الاستفادة من الـ600 وحدة سكنية جديدة في مدينة الشيخ خليفة بن زايد آل نهيان والتي نفذت عبر مشروع إعادة الإسكان في خانيونس. وقد بدأ المشروع في عام 2007 وتوقف عن العمل لما يقارب 5 سنوات بسبب الحصار الإسرائيلي والصراعات في قطاع غزة.
وقد تم تمويل المدارس الأربعة التي تم افتتاحها بتبرع سخي مقدم من الهلال الأحمر الإماراتي بقيمة 8 ملايين دولار.
- ضاحية الشيخ زايد (القدس)

ويأتي مشروع ضاحية الشيخ زايد في القدس والضفة الغربية، ب تكلفة نحو 15 مليون
- اعمار مخيم جنين

مشروع اعمار مخيم جنين، ب تكلفة نحو 100 مليون درهم
- مدينة الشيخ زايد

مدينة الشيخ زايد في غزة بتكلفة بلغت نحو 220 مليون درهم
- اعمار غزة

خلال مؤتمر القاهرة الدولي لإعادة إعمار غزة الذي عقد في أكتوبر 2014 أعلنت دولة الإمارات التبرع بمبلغ 200 مليون دولار للمساهمة في إعادة إعمار القطاع، وقال الشيخ عبد الله بن زايد آل نهيان وزير الخارجية في كلمته في المؤتمر التي ألقتها معالي الشيخة لبنى بنت خالد القاسمي أن الإمارات في عام 2013 قدمت 92.3 مليون دولار
مشاريع صحية
- مستشفى الشيخ زايد

مستشفى الشيخ زايد عالج منذ انشائه في أول أبريل من عام 2001 استقبل أكثر من أربعين الف جريح من اصل مائة وخمسين الف جريح من جرحى الانتفاضة الفلسطينية الثانية في جميع انحاء فلسطين معظمهم اقام في المستشفى أكثر من أسبوع، واضاف ان المستشفى يستقبل أكثر من 90 بالمائة من جرحى الانتفاضة الفلسطينية الثانية في رام الله ويأتيه جرحى اخرون من المدن والقرى الفلسطينية القريبة حيث تنتشر سيارات الإسعاف التابعة له في معظم المواقع والازقة القريبة من الاحداث وتعمل اطقمه على مدار الساعة ويقدم للجريح الإسعاف والعلاج المجانى المتقدم.
- المستشفى الإماراتي

أكد عضو اللجنة الوطنية الفلسطينية للتكافل سفيان أبو زايدة، أن وفد الهلال الأحمر الإماراتي، قام بمعاينة الأرض التي من المقرر إقامة مشروع المستشفى الإماراتي عليها.
وكشف أبو زايدة النقاب عن أن المستشفى الإماراتي ستقام على مساحة 10 دونمات، تم تحديدها بالتعاون مع وزارة الإسكان الفلسطينية، واللجنة الوطنية للتكافل، التي تضم أعضاء من جميع الفصائل والأحزاب الفلسطينية، مشيراً في الوقت ذاته إلى أن المستشفى، الذي من المقرر إقامته، سيكون من أكبر مشافي القطاع.

- كلية زايد للتمريض والبصريات

وأعلن رئيس جامعة النجاح الوطنية في نابلس الدكتور رامي وليد حمد الله أن مبنى كلية زايد للتمريض والبصريات الذي تبرعت بتمويله مؤسسة زايد للأعمال الخيرية والإنسانية بدأ يستقبل طلاب الطب والتمريض في شهر أكتوبر عند بدء العام الدراسي الجامعي 2011 /2012
وقال الدكتور حمد الله في لقاء مع وكالة أنباء الإمارات إن الكلية الجديدة التي تم بناؤها بتمويل من مؤسسة زايد تخدم الآن نحو خمسة آلاف طالب وطالبة في مختلف تخصصاتهم في الطب والتمريض والبصريات والقبالة والصيدلة والتحاليل الطبية، مشيرا إلى أن تكلفة إنشاء الكلية بلغت 335 مليون دولار دفعتها كاملة مؤسسة زايد بن سلطان آل نهيان للأعمال الخيرية والإنسانية لكنه تم بناء طابق أرضي إضافي مولته جامعة النجاح.
مشاريع تعليمية
- مدرسة خليفة بن زايد

أعلنت مؤسسة خليفة بن زايد آل نهيان للأعمال الإنسانية بناء مدرسة خليفة بن زايد في بيت لاهيا في شمال قطاع غزة، حيث أصبحت المدرسة عنوانا للتميز بين مدارس القطاع كافة لما قدمته المؤسسة من دعم كبير شمل مختلف مناحي الحياة التعليمية.
وتقوم مؤسسة خليفة بن زايد آل نهيان للأعمال الإنسانية وفقا لإتفاقية تبني المدرسة مع وكالة غوث وتشغيل اللاجئين الفلسطينيين الأونروا بتزويد طلابها بما يلزمهم من ملابس وقرطاسية وأثاث وتدفع كذلك رواتب المدرسين وتقدم الدعم النفسي والإشراف المجتمعي المتميز لتصبح مدرسة خليفة بن زايد مدرسة نموذجية بين مدارس قطاع غزة.

## الإمارات ومجلس التعاون
تعتبر الإمارات العربية المتحدة من الدول المؤسسة لمجلس التعاون لدول الخليج العربي، ما يترتب عليها مسؤولية الحرص على تعزيز هذا الكيان وترسيخ وجوده ودوره من خلال السعي لأن تكون العلاقة بين الدول الأعضاء نموذجية وفي أرقى المستويات.
وفي هذا الاتجاه، وكعادتها لعبت دولة الإمارات العربية المتحدة ريادياً من خلال تجسيد تعهد الشيخ خليفة بن زايد آل نهيان رئيس الدولة، بمواصلة العمل مع قادة دول المجلس، على تعزيز العمل الخليجي المشترك، وزيادة فاعليته باستكمال بناء صروح التكامل السياسي والاقتصادي والأمني والاجتماعي.
وتعمل الإمارات العربية المتحدة منذ تأسيسها وبالتعاون مع أشقائها بمجلس التعاون لدول الخليج العربي وجامعة الدول العربية والمجموعات الأخرى على مساندة كل المساعي والجهود الدبلوماسية الممكنة من أجل احتواء بؤر التوتر والصراعات في منطقة الشرق الأوسط، بما فيها الخليج العربي، حيث تجدد تأكيدها باستمرار، على ضرورة حل الخلافات بالطرق السلمية.
كما دأبت دولة الإمارات على تأكيد حرصها على دعم وتعزيز مسيرة العمل الخليجي المشترك وتطوير علاقات التعاون الثنائي مع دول المجلس، من خلال الاتفاقيات الثنائية المشتركة، واجتماعات اللجان العليا المشتركة، والتواصل والتشاور المستمر عبر الزيارات المتبادلة، على كافة المستويات، وبما يعزز من صلابة المجلس ككيان وكذلك دوله.

## الازدهار الأقتصادي
حققت دولة الإمارات الازدهار الاقتصادي للوطن والمواطنين، وعززت مكانتها كفاعل أساسي في الخريطة الاقتصادية العالمية بحضور قوي متميز رغم الأزمات والتقلبات والضغوط المالية التي يشهدها العالم. وقد نفّذت الدولة، منذ قيام إتحادها، إستراتيجية اقتصادية فعالة تقوم على الانفتاح الاقتصادي وتنويع مصادر الدخل وجذب الإستثمارات وتسخير كافة الموارد والطاقات لتحقيق معدلات نمو عالية في التنمية.
وقد قفز الناتج المحلي الاجمالي بالأسعار الجارية في الدولة من 58.31 مليار درهم فقط في عام 1975 ليصل إلى 1.47 تريليون درهم في العام 2014 أي بنسبة نمو خيالية تقدر بنحو 2416%، حيث توزعت بواقع 963.1 مليار درهم للقطاعات الإنتاجية غير النفطية، وبنسبة مساهمة وصلت إلى 66%، و503.8 مليار درهم للقطاع النفطي، وذلك بحسب ما هو منشور من قبل الهيئة الإتحادية للتنافسية والإحصاء. وتتوقع وزارة الإقتصاد أن يصل الناتج المحلي الإجمالي إلى 1.8 تريليون درهم في عام 2016م. وأكد تقرير حديث للهيئة الإتحادية للتنافسية والإحصاء عن المؤشرات الاقتصادية أن اقتصاد الإمارات يواصل التكيف الإيجابي مع الظروف الاقتصادية العالمية، ويحقق نمواً وتحسناً على صعيد التعافي من أثار الأزمة الإقتصادية العالمية.

## الإستثمارات الخارجية
تهدف دولة الإمارات إلى تعزيز التنمية المستدامة وتطوير الاقتصادالوطني وزيادة الناتج المحلي الاجمالي من خلال تحفيز البنية الإستثمارية وجذب الإستثمارات النوعية ونقل التكنولوجيا لتعزيز مفاهيم اقتصاد المعرفة وتقليل الاعتماد على النفط عبر تنويع مصادر الدخل.
واستقطبت دولة الإمارات خلال عام 2014م إستثمارات أجنبية مباشرة بقيمة 10.07 مليار دولار أمريكي لتتبوأ بذلك المرتبة الأولى عربياً والـ 22 عالمياً بين الدول الأكثر جذباً لرأس المال الأجنبي، وذلك بحسب تقرير الإستثمار العالمي 2015م الصادر عن مؤتمر الأمم المتحدة للتجارة والتنمية (اونكتاد).
وجاءت الإمارات في المرتبة الثانية عربياً و17 عالمياً ضمن مؤشر التنافسية العالمية 2015م-2016م الذي أعده المنتدى الاقتصادي العالمي، حيث حلَّت الدولة في المرتبة الأولى عالمياً لكل من جودة الطرق وانخفاض نسبة التضخم وقلة تأثير الضرائب على حوافز العمل. كما حلَّت الدولة في المرتبة الثانية عالمياً لكل من المؤشرات الفرعية التالية: جودة البنية التحتية بشكل عام، وجودة البنية التحتية للنقل الجوي، وقلة تأثير الضرائب على حوافز الإستثمار. وحلَّت في المرتبة الثالثة عالمياً في جودة البنية التحتية للموانئ.

## التجارة الخارجية
عززت دولة الإمارات مكانتها الإقليمية والدولية في خريطة التجارة العالمية من خلال تعاملها وانتشارها في 198 سوقاً عبر العالم. وصنّف البنك الدولي دولة الإمارات في تقرير ممارسة الأعمال للعام 2016م في المرتبة الأولى عربياً والــ 31 عالمياً في سهولة ممارسة الأعمال.
وتصدرت دولة الإمارات قائمة دول الشرق الأوسط وشمال أفريقيا، حيث حلت في المرتبة الأولى عربياً والــ 16 عالمياً في تقرير تمكين التجارة العالمية للعام 2014م الذي أصدره المنتدى الاقتصادي العالمي.
وبلغ حجم التجارة الخارجية لعام 2015م قرابة 1.56 تريليون درهم توزعت على 1.06 تريليون درهم تجارة مباشرة و497 مليار درهم تجارة المناطق الحرة الإماراتية. وساهمت الصادرات الوطنية بنسبة 15.2% من مجمل التجارة الخارجية المباشرة غير النفطية لتبلغ قيمتها 161.2 مليار درهم بينما بلغت قيمة الواردات 676.4 مليار درهم لتستحوذ على ما نسبته 63.9% من مجمل التجارة الخارجية المباشرة غير النفطية، في حين بلغت قيمة إعادة التصدير 221.4 مليار درهم شكلت ما نسبته 2+0.9%.

## إستراتيجية المساعدات الخارجية لدولة الإمارات 2017م-2021م
في إطار دور المساعدات الخارجية في تحقيق رؤية الإمارات 2021، أطلقت وزارة الخارجية والتعاون الدولي إستراتيجية المساعدات الخارجية للإمارات العربية المتحدة للأعوام 2017م-2021م.
ويرتكز الهدف الأساسي للمساعدات الخارجية لدولة الإمارات على الحد من الفقر وتحسين حياة المجتمعات الأقل حظا وتخفيف حدة الفقر بها ونشر الاستقرار والسلام والازدهار في المنطقة، وتنمية علاقات الإمارات مع الدول الأخرى، سواء تلك التي تتلقى المساعدات من دولة الإمارات أو الدول المانحة الأخرى التي تتعاون معها، بالإضافة إلى تشجيع قيام علاقات اقتصادية مع الدول النامية تقوم على تحقيق المنافع المتبادلة.
وتسعى دولة الإمارات إلى تأسيس نهج جديد يقوم على تقديم المساعدات من خلال تنفيذ المشروعات التنموية التي تصب في مصلحة الدول المستفيدة.

## الطاقة النووية للأغراض السلمية
يهدف البرنامج النووي لدولة الإمارات إلى تلبية الطلب الداخلي المتزايد على الطاقة. وقد توصلت الدراسات والتقييمات المختلفة إلى أن وجود برنامج نووي سلمي سيكون قادراً تماماً على تلبية هذا الطلب المتزايد، والذي يتوقع أن يتضاعف ثلاث مرات بحلول عام 2020.
تعتبر الخيارات البديلة والمتجددة واعدة أيضاً، غير أنها لا يمكنها تلبية الطلب الداخلي المتزايد على الكهرباء. وتعتبر محطات توليد الكهرباء بالطاقة النووية موثوقة، وتزود بكميات ضخمة من الطاقة. وتأخذ دولة الإمارات هذا الخيار على محمل الجد، فالبرنامج النووي ينطوي على حساسيات واضحة تنوي الدولة التعامل معها من خلال برنامج سليم ومأمون وشفاف، بالتعاون مع الجهات الدولية الفاعلة والدول المسؤولة.
وتلتزم دولة الإمارات بالعمل مع الوكالة الدولية للطاقة الذرية والدول المسؤولة في المجال النووي، وبتطبيق أرقى معايير السلامة والأمن وعدم الانتشار والشفافية. وتتلخص سياسة الإمارات في أنها تعكس أفضل الممارسات في مجال الطاقة النووية للأغراض السلمية.
إن دولة الإمارات ملتزمة بالشفافية والصراحة، وكلا الأمرين عظيم الأهمية في الفهم العام للقرارات المتعلقة بالسياسات والخطوات المتخذة من قبل الحكومة الإماراتية. ويجري وضع إطار مؤسسي شامل وقانون نووي لتنظيم جميع النشاطات النووية، ولهذا الغرض أسست دولة الإمارات مؤسسة الإمارات للطاقة النووية والهيئة الاتحادية للرقابة النووية (FANR).
من جهة أخرى، تلتزم دولة الإمارات أيضاً بمتابعة برنامجها النووي بما يتفق مع معاهدة منع الانتشار النووي والاتفاقيات الدولية الأخرى، وهي تدعمالوكالة الدولية للطاقة الذرية في تطوير شبكة للمزودين بالوقود، كما يدل على ذلك تبرع الإمارات بمبلغ 10 ملايين دولار لبنك الوقود النووي.
ويحظى موضوع منع انتشار المواد المشعة والإدارة السليمة للنفايات النووية بأهمية قصوى، ويتحقق ذلك من خلال التعاون مع الجهات الخاصة والعامة الفاعلة في الدول المسؤولة. وسيتم القيام بترتيبات عالية المستوى لتوفير الأطر السياسية والتقنية لتسهيل التعاون.
وتمثل دولة الإمارات نموذجاً للدول التي تسعى لامتلاك الطاقة النووية بتأييد تام من المجتمع الدولي، على أساس مبادئ السلامة والأمن وعدم الانتشار، وبما يتماشى مع أفضل الممارسات العالمية. كما تهدف دولة الإمارات أيضاً إلى وضع معايير جديدة في مجال توليد الطاقة النووية.
وقد وقّعت مؤسسة الإمارات للطاقة النووية، في نهاية العام 2009 بأبوظبي، عقوداً بقيمة 75 مليار درهم مع تحالف لشركات كورية جنوبية وأمريكية بقيادة الشركة الكورية للطاقة الكهربائية (كيبكو) لبناء وتشغيل أربعة مفاعلات نووية حتى العام 2020 حيث سيتم إنجاز المفاعل الأول في العام 2017 بطاقة إنتاجية قدرها 1400 ميجاواط.
كما وقّعت دولة الإمارات اتفاقيات تعاون مع اليابان وفرنسا وبريطانيا لتنفيذ برنامجها النووي السلمي، وإتفاقية مع الولايات المتحدة الأمريكية للتعاون الثنائي بين البلدين في مجال الطاقة النووية السلمية، تهدف إلى تعزيز التعاون لحظر انتشار الأسلحة النووية، ورفع مستويات السلامة والأمن.
وأتمت الوكالة الدولية للطاقة الذرية عددا من المهمات تم خلالها استعراض وتقييم التطور في البنية التحتية للطاقة النووية في دولة الإمارات. وقد خلصت جميعها إلى أن دولة الإمارات تدرك بشكل كامل التزاماتها على المدى الطويل، ومسؤوليات تطوير برنامج الطاقة النووية السلمية، وأن تنفيذ برنامجها يأتي متفقاً مع نهج وإرشادات الوكالة.